# Adam Chętnik
Adam Chętnik (ur. 20 grudnia 1885 w Nowogrodzie, zm. 29 maja 1967 w Warszawie) – polski etnograf, muzealnik, działacz społeczny i polityczny.
Miłośnik i badacz kultury kurpiowskiej, autor książek poświęconych Kurpiom Puszczy Zielonej, założyciel Skansenu Kurpiowskiego w Nowogrodzie. Jego dorobek naukowy liczy ponad 100 prac. Był posłem na Sejm I kadencji w II RP z ramienia Związku Ludowo-Narodowego, należał do Polskiej Akademii Umiejętności. Tworzył również poezję, był muzykiem amatorem grającym na wielu instrumentach, twórcą i reżyserem zespołu pieśni i tańca oraz lutnikiem.

## Życiorys

### Młodość
Ojciec Adama, Wincenty Chętnik, pochodził ze wsi Mątwica, którą opuścił po upadku powstania styczniowego. Zamieszkał w Nowogrodzie, gdzie trudnił się rzemiosłem: był cieślą, stolarzem, murarzem, blacharzem, a jednocześnie lutnikiem i muzykantem. Miał trzymorgowe gospodarstwo, ale praca ciesielska zajmowała go tak bardzo, że szybko pozbył się posiadanej ziemi. Trzykrotnie wyjeżdżał do Anglii (w latach 1892–1895), gdzie w Londynie pracował w fabryce stylowych mebli. Za zarobione pieniądze zorganizował cegielnię, dającą mieszkańcom Nowogrodu zatrudnienie. Ojciec Adama był człowiekiem „bywałym w świecie”, umiał czytać i pisać po polsku, znał też rosyjski i angielski. Prenumerował polskie czasopisma: „Gazetę Świąteczną”, „Zorzę” i „Polaka”. Krzewił wśród mieszkańców Nowogrodu idee narodowowyzwoleńcze i społecznikowskie, będąc współorganizatorem Ochotniczej Straży Pożarnej i ruchu spółdzielczego.
W działalność społeczną włączył się też Adam, prowadząc tajne nauczanie w pobliskich wioskach. W 1903 za namową i przy pomocy ojca założył pierwszą w Nowogrodzie bibliotekę publiczną. Zaangażował się w opór wobec rusyfikacji, polegający na bojkocie szkół z rosyjskim językiem wykładowym. We wspomnieniach napisał też o dywersji: pomieszczenia rosyjskiej szkoły w Nowogrodzie skażono trudno usuwalną cuchnącą substancją, przez co szkołę zamknięto. Kilku uczestników podał z imienia: Adam to był prawdopodobnie Chętnik. Patriotyczno-oświatowa działalność Chętników spowodowała represje władz rosyjskich: kilkakrotnie przetrzymywano ich w areszcie w Łomży.
Do obowiązków Adama należała opieka nad młodszym rodzeństwem i pomoc ojcu w jego pracy, dzięki której poznał w praktyce wiele rzemiosł. Założył z rówieśnikami zespół muzyczno-teatralny, który grał na instrumentach wykonanych przez niego wraz z ojcem. Zespół dawał przedstawienia z okazji świąt religijnych. Adam Chętnik bywał też grajkiem weselnym. Swoje spostrzeżenia, obserwacje i zasłyszane opowiadania zapisywał w prowadzonym od młodych lat dzienniku, wielokrotnie nawiązywał do tych doświadczeń w późniejszych publikacjach.
Początkowa szkoła w Nowogrodzie zapewniła Chętnikowi bardzo wąską edukację. Dzięki samokształceniu i prowadzeniu nauczania domowego poznawał też geografię oraz historię i literaturę polską. Do najbliższego gimnazjum w Łomży Adam Chętnik chodził trzy razy w tygodniu pieszo, rzadko korzystając ze stancji. Na utrzymanie zarabiał w łomżyńskiej mleczarni oraz pomagając ojcu na budowach. Program czteroletniego gimnazjum przerobił w półtora roku.

### Studia
W 1908 wyjechał do Warszawy, gdzie w 1909 ukończył kurs pedagogiczny uprawniający do pracy w szkolnictwie prywatnym. W 1911 wyjechał do Petersburga, gdzie przez kilka miesięcy uzupełniał dodatkowe przedmioty i doskonalił język rosyjski. Egzamin nauczycielski dający uprawnienia do pracy w szkolnictwie publicznym zdał celująco. W Warszawie kontynuował naukę na Wyższych Kursach Naukowych prowadzonych przez Towarzystwo Kursów Naukowych, które miało charakter polskiej szkoły wyższej. We wspomnieniach napisał: Nie miałem zamiaru trawić moich dni jako belfer. W skrytości pragnąłem zostać etnografem.
Podczas nauki nawiązał kontakty z publicystami i działaczami znanymi mu wcześniej jedynie z kolportowanych przez niego polskich pism. Główny opiekun Kursów Aleksander Zawadzki widział w Chętniku działacza politycznego; przez pewien czas współpracował przy wydawaniu tajnej „Polski” i kolportażu bibuły na prowincję. Najbardziej znacząca była jednak dla niego znajomość z redaktorem naczelnym „Zorzy” Mieczysławem Brzezińskim, który wykładał przyrodę martwą na kursie pedagogicznym. Pod jego wpływem młody Chętnik wycofał się z polityki, a zaangażował się w ruch ludowy i działalność dziennikarsko-publicystyczną. Otrzymał też od niego wsparcie w postaci znalezienia mieszkania w bursie i zatrudnienia w administracji pisma, co umożliwiło samodzielne utrzymanie przy braku wsparcia od rodziny. Po śmierci Brzezińskiego w 1911 wdowa po nim – Rozalia Brzezińska, pisarka ludowa – wynajęła pokój Chętnikowi oraz udostępniła pracownię i bibliotekę swojego męża. Adam Chętnik nazywał Brzezińskiego swoim ukochanym mentorem, a po jego śmierci symbolicznie odwdzięczył się za opiekę, pisząc o jego działalności w czasopismach (w „Drużynie” w 1913 r., w „Oświacie Polskiej” w 1930 r.) i wydając w 1930 r. obszerną publikację Mieczysław Brzeziński. Jego życie i praca.

### Działalność społeczno-polityczna

#### „Drużyna” i ruch junacki

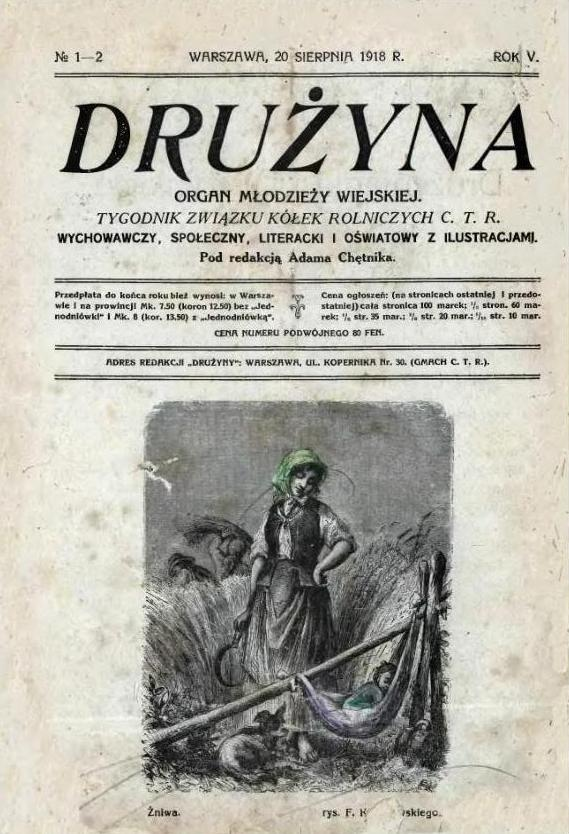
Pierwsza strona Drużyny z 20 sierpnia 1918. Adam Chętnik był redaktorem tego czasopisma.

Od 1912 wydawał pismo „Drużyna” przeznaczone dla młodzieży wiejskiej. Czasopismu towarzyszyły osobne broszury naukowe oraz podręczniki przeznaczone dla działaczy ludowych i junackich pod wspólną nazwą „Biblioteka Drużyny”. Czasopismo ukazywało się z przerwami przez 12 lat. Adam Chętnik należał do władz ruchu junackiego jako członek Rady Przybocznej.

#### Krajoznawstwo
Obok działalności dziennikarskiej i organizacyjnej Chętnik działał również na polu turystyczno-krajoznawczym. Na kursach pedagogicznych poznał Kazimierza Kulwiecia, redaktora „Ziemi”, współzałożyciela i prezesa Polskiego Towarzystwa Krajoznawczego. W „Ziemi” publikował w 1911 sprawozdania etnograficzno-krajoznawcze. Jego działalność w PTK obejmowała organizowanie młodzieżowych kół krajoznawczych, muzealnictwo regionalne i publicystykę krajoznawczą. Założył w Nowogrodzie w 1917 koło krajoznawcze, którego prezesem pozostał aż do 1934, organizował wycieczki dla młodzieży kurpiowskiej. Jego nieodłącznym wyposażeniem już wówczas był notatnik: zapiski i rysunki z wycieczek wykorzystywał w swoich późniejszych publikacjach. Był zapalonym zbieraczem: swoje zbiory zgromadzone z myślą o utworzeniu muzeum kurpiowskiego przekazał utworzonym przez Towarzystwo muzeom regionalnym w Ostrołęce i Łomży. Adam Chętnik publikował wiele artykułów oraz osobnych tekstów zawierających opisy różnych regionów i ich zabytków, miejscowości, osobliwości przyrodniczych. Ukazywały się na łamach „Ziemi”, „Drużyny”, a później w „Gościu Puszczańskim” i Bibliotece Nadnarwiańskiej.

#### Związek Puszczański
W latach 1919–1922 ukazywało się redagowane przez Chętnika pismo „Gość Puszczański”. Jesienią 1919 Adam Chętnik został prezesem nowo powstałego Związku Puszczańskiego, a pismo stało się organem Związku. Związek zajmował się sprawami Kurpiów i ich sąsiadów – Mazurów pruskich, z uwzględnieniem interesów ogólnopolskich. W deklaracjach programowych Związku podkreślał, iż ma on charakter społeczno-gospodarczy i kulturalny oraz apolityczny. Chętnik zakładał koła Związku Puszczańskiego m.in. w Myszyńcu, Kadzidle, Łysych i Czarni.

#### Na rzecz Mazur

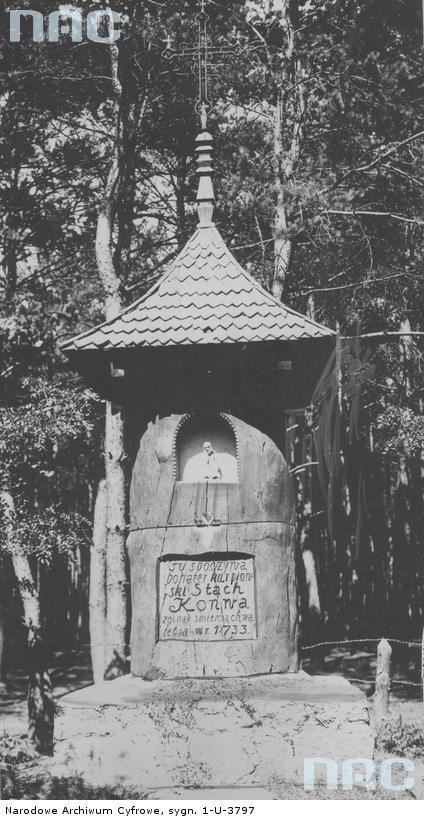
Pomnik Stacha Konwy, wystawiony staraniem Adama Chętnika w 1922 roku

Po ogłoszeniu w 1919 r. plebiscytu na Mazurach Adam Chętnik zgłosił się do Głównego Komitetu Mazurskiego w Warszawie, gdzie uzyskał zgodę na utworzenie lokalnego komitetu w Nowogrodzie z prawem do wydawania własnego pisma i materiałów propagandowych. W agitacji na rzecz przyłączenia Mazur do Polski powoływał się na wspólnotę językowo-obyczajową Warmiaków i Mazurów pruskich z Kurpiami, czyli podobieństwo gwar i zwyczajów. Do agitacji plebiscytowej oraz propagowania idei pracy organicznej w duchu patriotyzmu powołał pismo kurpiowsko-mazurskie „Gość Pograniczny” (1920–1923 z przerwami), którego redakcja mieściła się razem z „Gościem Puszczańskim” w jego domu. Udało mu się zorganizować kolportaż nie tylko na terenach przygranicznych, ale również na dalsze tereny, aż do Suwalszczyzny. Powoływał oddziały i koła Związku Puszczańskiego, ukierunkowując je do działań plebiscytowych, starał się też do nich wciągnąć organizacje młodzieżowe i harcerstwo, członków Polskiego Towarzystwa Krajoznawczego, nauczycieli, Ochotniczą Staż Pożarną itp.
Niekorzystny dla Polski wynik plebiscytu w 1920 nie zraził go do działań na rzecz „braci Mazurów” w celu przeciwdziałania germanizacji i podtrzymywania świadomości narodowej. Rozpoczął wydawanie serii „Biblioteczka Pogranicza Prus Wschodnich”. Jako pierwsza ukazała się broszura poświęcona Stachowi Konwie. Dzięki jego staraniom postawiono Konwie pomnik w lesie pod Jednaczewem. Na uroczystości odsłonięcia pomnika 25 czerwca 1922 zjawiło się kilku Mazurów z pogranicza, przez co po części oficjalnej urządzono wiec w sprawie mazurskiej.
W okresie międzywojennym, kiedy granica polsko-pruska stała się trudniejsza do przekraczania, działalność mazurska Chętnika sprowadziła się do publikacji artykułów i opracowań historyczo-etnograficznych, z których najbardziej znacząca była książka Mazurskim Szlakiem. Opisy, obrazki, opowieści, gadki z Pogranicza Prus Wschodnich z ilustracjami i mapkami (1939).

#### Poseł na Sejm
W pierwszych latach w niepodległej Polsce był posłem na Sejm I kadencji (1922–1927) z ramienia Związku Ludowo-Narodowego. Jako poseł z ziemi łomżyńskiej zasiadał w komisjach zajmujących się sprawami regionu: gospodarką leśną, regulacją Narwi, kwestiami gospodarczymi i oświatowymi, bronił interesów regionu przez składanie wniosków i interpelacji poselskich. Po upływie kadencji Sejmu wycofał się z działalności politycznej i poświęcił się pracy naukowej.

### Praca naukowa i muzealnictwo

#### „Chata Kurpiowska”

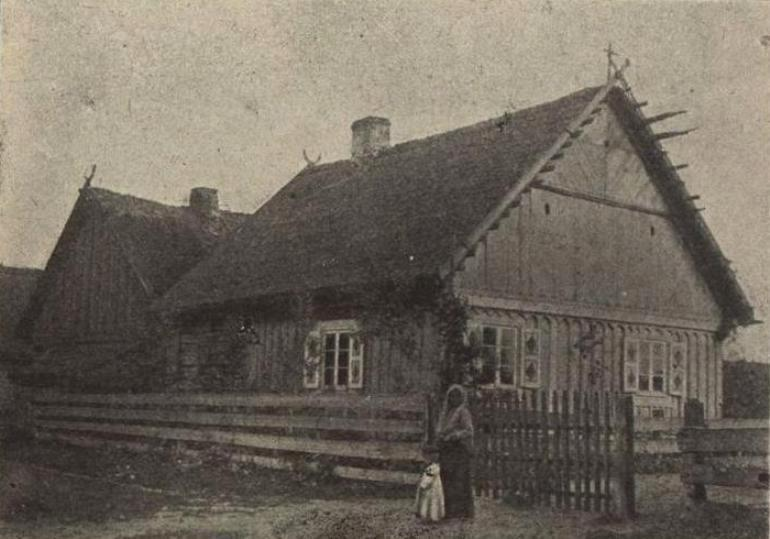
Fotografia z książki Puszcza kurpiowska

Pierwsza książka Chętnika Puszcza kurpiowska ukazała się w 1913. Jego druga książka Chata kurpiowska (1915) nawiązywała do rozprawy Jana Karłowicza pt. „Chata polska. Studium lingwistyczno-archeologiczne”, zawierającej apel o gromadzenie szczegółowych opisów budownictwa ludowego różnych regionów. Była to druga obszerna monografia o budownictwie ludowym, po „Budownictwie ludowym na Podhalu” Władysława Matlakowskiego. Jako praca poprawna metodycznie, oparta na doskonałej znajomości terenu i tematu (Adam Chętnik zadedykował ją ojcu, „kurpiowskiemu cieśli zawołanemu”) została doceniona przez środowisko naukowe. Adam Chętnik otrzymał za nią nagrodę im. Mianowskiego od Instytutu Popierania Nauki. Całość nagrody i honorarium przeznaczył na zakup ziemi nad Narwią, gdzie w przyszłości Chętnikowie zamierzali się osiedlić.
Chata kurpiowska i późniejsze opracowania ukazywały się z samodzielnie wykonanymi przez autora rysunkami i fotografiami. Swoje umiejętności ilustratorskie doskonalił w Szkole Rysunku im. Wojciecha Gersona oraz na kursach organizowanych przez Towarzystwo Miłośników Fotografii.

#### Muzeum Kurpiowskie
Według wspomnień Adama Chętnika, już w 1909 rozpoczął on gromadzenie zbiorów z myślą o utworzeniu muzeum kurpiowskiego. Część tych zbiorów, przekazana muzeom w Ostrołęce i Łomży, zaginęła podczas I wojny. W 1927 własnym staraniem wraz z żoną Zofią na zakupionej w 1919 ziemi otworzyli Muzeum Kurpiowskie w Nowogrodzie. Przy budowie i utrzymaniu muzeum działali też wolontariusze z Nowogrodu i okolicznych miejscowości. Było to drugie muzeum na wolnym powietrzu w Polsce. Przy muzeum w 1933 Towarzystwo Naukowe Płockie utworzyło Stację Naukową Dorzecza Środkowej Narwi. Adam Chętnik był jej kierownikiem aż do wybuchu wojny w 1939.
Podczas drugiej wojny światowej muzeum zostało zniszczone. Adam Chętnik podjął starania odbudowy muzeum po wojnie, a nasilił je po przejściu na emeryturę. W 1963 otwarto dział bartniczy, później także rolniczy.

#### Niemiecka okupacja
Podczas II wojny światowej został wpisany  na „czarną listę” władz okupacyjnych w związku z jego przedwojenną działalnością polityczną i publikacyjną, zwłaszcza tą związaną z Mazurami. Adam Chętnik musiał więc opuścić Nowogród i ukrywać się przed okupantem w Warszawie pod przybranym nazwiskiem Antoniego Chojnowskiego.
Doktoryzował się na tajnym uniwersytecie z tematu Pożywienie Kurpiów, jadło i napoje zwykłe, obrzędowe i głodowe. Swoje spostrzeżenia dotyczące życia codziennego, obyczajów, folkloru, okupacyjnego humoru, charakterystycznych zachowań i postaw, a także doświadczeń terroru i postawy wobec losu Żydów opisał w maszynopisie pt. „Pod niemiecko-hitlerowskim obuchem”.

#### Po II wojnie światowej
Wznowił działalność Stacji Naukowo-Badawczej Narwi Środkowej, która zyskała wsparcie od Akademii Umiejętności. Przeniósł siedzibę stacji z Nowogrodu do Łomży. Organizował Muzeum Regionalne w Łomży, otwarte w 1948. W latach 1951–1958 pracował w Muzeum Ziemi w Warszawie na stanowisku kustosza działu bursztynu. Przeszedł na emeryturę w 1958 i przeniósł się na stałe do Nowogrodu, gdzie wznowił starania nad odbudową skansenu. 
Na emeryturze wciąż doradzał muzeom jako rzeczoznawca do spraw Kurpiowszczyzny.

## Rodzina
W 1913 na studiach w Warszawie poznał przyszłą żonę Zofię z Klukowskich, córkę lekarza Ambrożego (1856–1900) i Jadwigi z Górskich Klukowskich, ziemian spod Grodna. Ślub wzięli w kościele Najświętszego Zbawiciela w Warszawie 9 czerwca 1914. Wesele zorganizowano w Hotelu Europejskim. W 1915 urodziła się ich córka Wiesława, a w 1917 syn Jerzy (zm. 1967). W 1919 urodziło się trzecie dziecko Chętników – syn Eugeniusz. W 1922 zarówno Eugeniusz, jak i starsza siostra Wiesława, zmarli. W 1926 przyszło na świat kolejne dziecko – córka Teresa (zm. 2014).
Zofia z Klukowskich Chętnikowa zmarła w 1950. 22 listopada 1955 Chętnik ożenił się z 30 lat młodszą Jadwigą z Nowickich, która również zaangażowała się w utrwalanie kultury Kurpiów. Nie mieli dzieci.

## Upamiętnienie

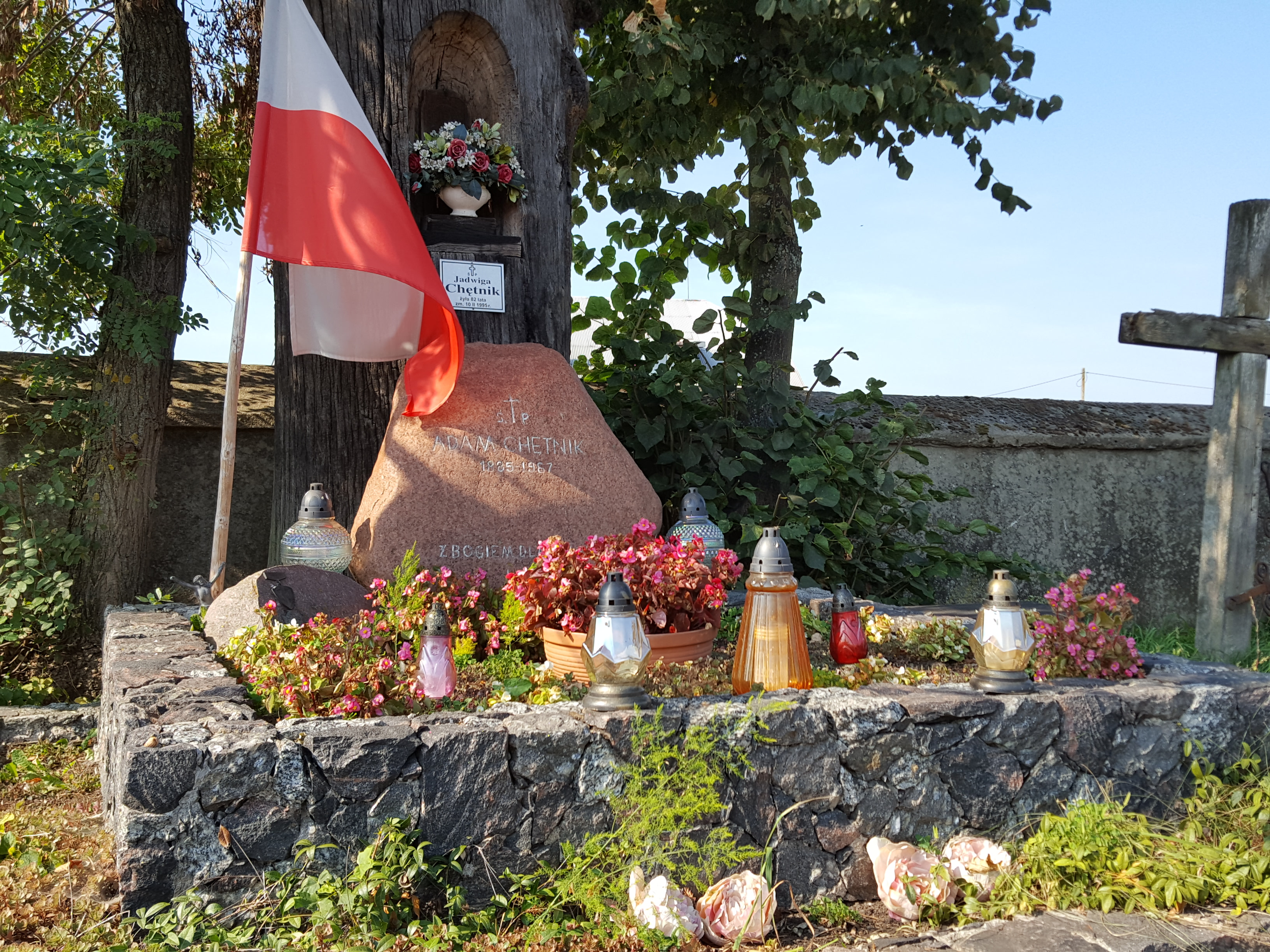
Grób Adama i Jadwigi Chętnik na cmentarzu w Nowogrodzie

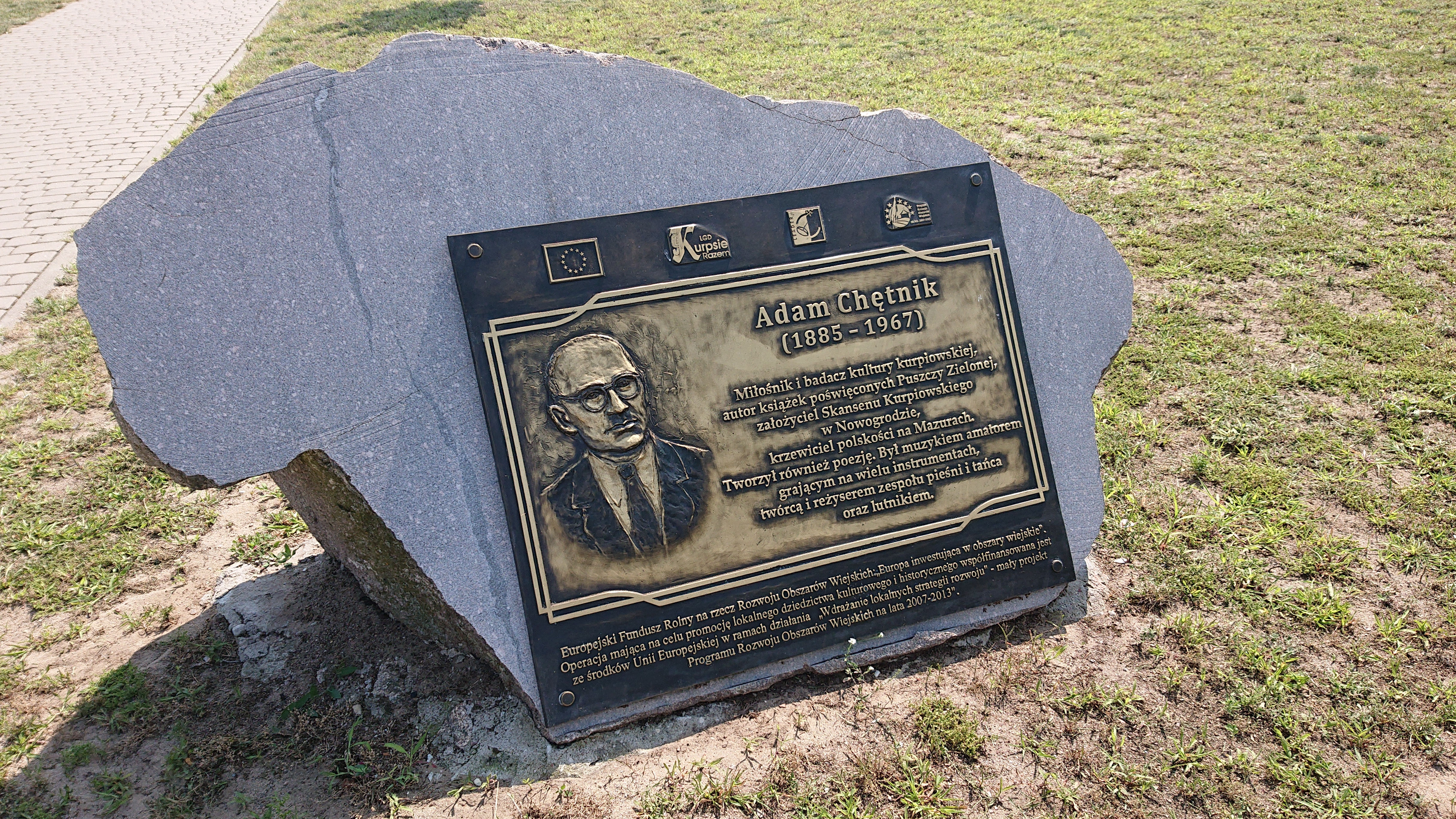
Upamiętnienie w Myszyńcu

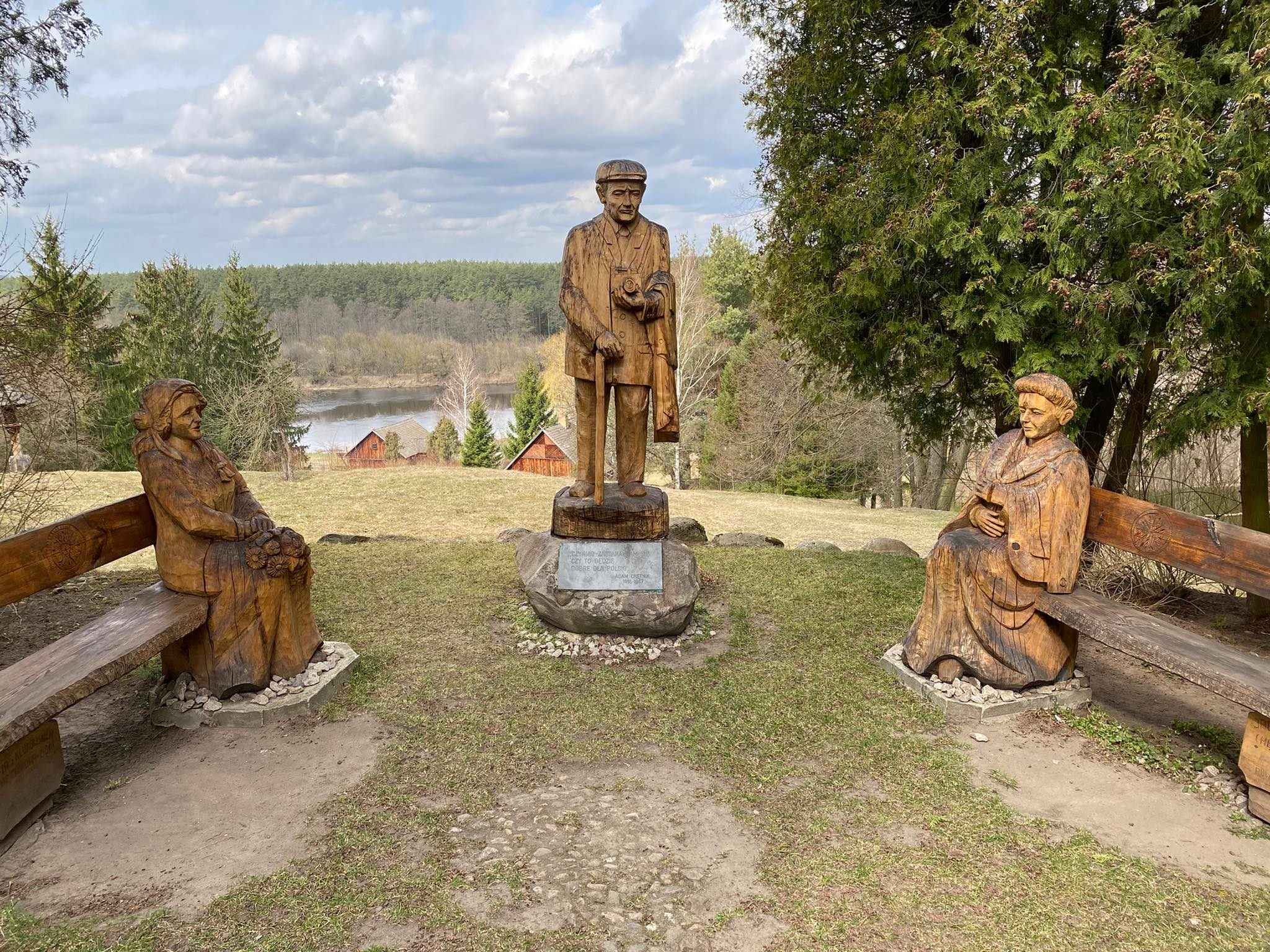
Pomnik Adama Chętnika i ławeczki jego żon: Zofii z Klukowskich Chętnikowej (po lewej) oraz Jadwigi z Nowickich Chętnikowej (po prawej) na terenie Skansenu Kurpiowskiego im. Adama Chętnika w Nowogrodzie

Adam Chętnik został pochowany na cmentarzu w Nowogrodzie, na jego grobie postawiono głaz i duży pień bartny. Jego imię nosi założony przez niego Skansen Kurpiowski oraz:
- Szkoła Podstawowa w Nowogrodzie (od 1987)[22]
- Publiczna Szkoła Podstawowa w Jednorożcu (od 28 maja 1988)[22]
- Ostrołęckie Towarzystwo Naukowe (od 1992)[23]
- Zespół Szkół Zawodowych nr 4 w Ostrołęce (od 2002)[24]
- Hufiec Nadnarwiański ZHP w Łomży (od 11 grudnia 2007)[25]
- Fundacja Adam Chętnika założona przez prawnuczkę Katarzynę Chętnik (od 2017)[26]

Imieniem Adama Chętnika nazwano ulice w Nowogrodzie, Ostrołęce, Łysych i Białymstoku.

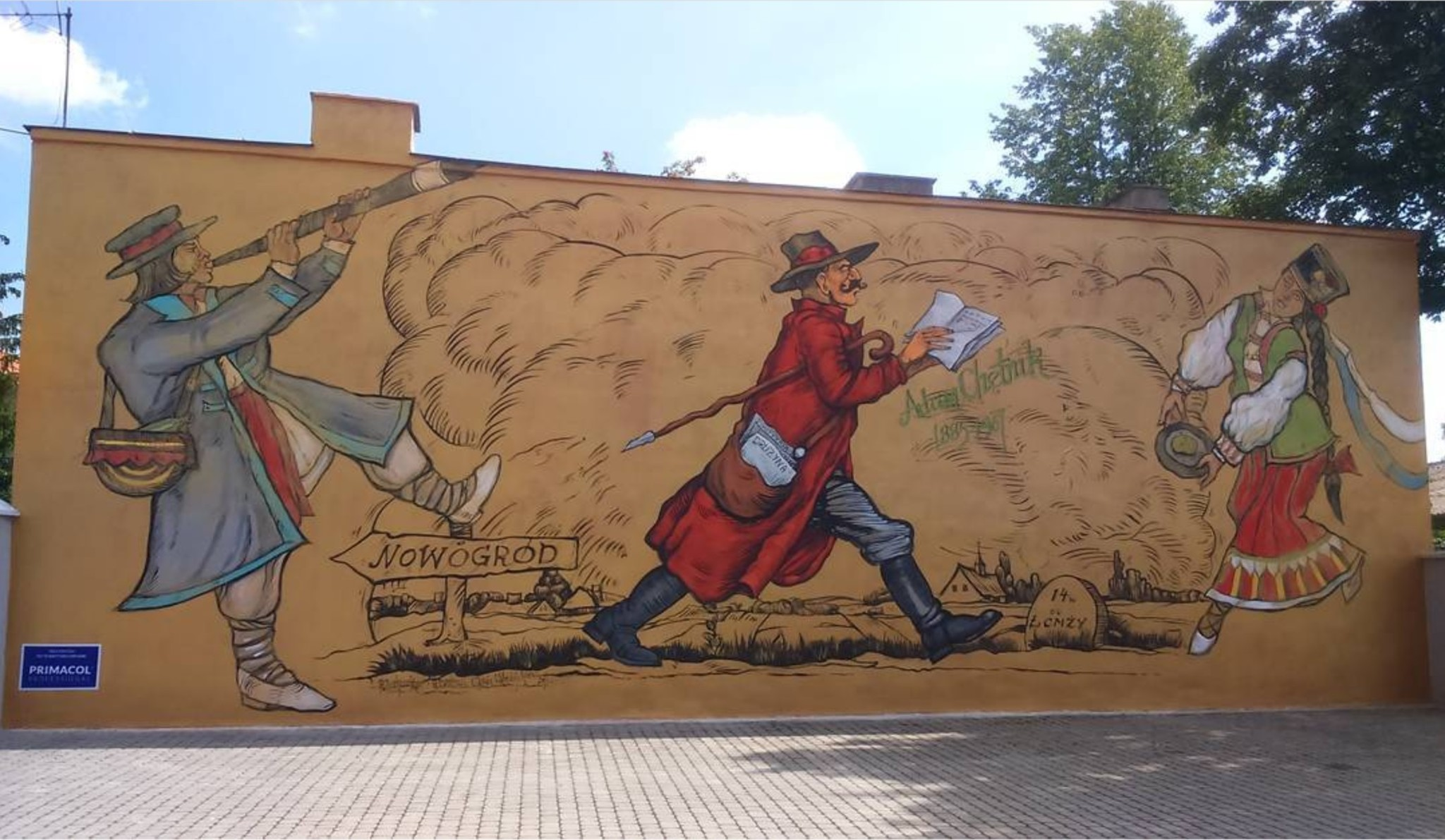
Mural w Łomży upamiętniający Adama Chętnika (2017)

W katedrze w Łomży z inicjatywy Jadwigi Chętnik umieszczono epitafium ku czci Adama Chętnika. W Myszyńcu na skwerze w pobliżu kolegiaty znajduje się kamień upamiętniający Adama Chętnika wystawiony w 2014 jako element parku bohaterów kurpiowskich. Skwer ulokowano u zbiegu ulicy ks. Adama Bargielskiego i placu Konstantego Rynarzewskiego. Od 2017 w pobliżu Muzeum Północno-Mazowieckiego w Łomży znajduje się mural przedstawiający Adama Chętnika. 13 maja 2017 na terenie Skansenu Kurpiowskiego im. Adama Chętnika w Nowogrodzie odsłonięto jego pomnik oraz ławeczki-pomniki jego żon: Zofii z Klukowskich i Jadwigi z Nowickich.
Sejmik Województwa Podlaskiego ogłosił rok 2015 Rokiem Adama Chętnika. Podobną uchwałę podjęła Rada Powiatu Ostrołęckiego. Stowarzyszenie „Unikat –Przyjazna Gmina” z Ostrołęki we współpracy ze Starostwem Powiatowym w Ostrołęce i miastem Ostrołęka wydało 2 tysiące egzemplarzy talarów kurpiowskich z wizerunkiem Adama Chętnika. W szkołach nazwanych imieniem Adama Chętnika oraz w placówkach oświatowych i kulturalnych w regionie organizowano konkursy wiedzy o patronie, fotograficzne, czytelnicze, popularyzujące folklor. W Muzeum Północno-Mazowieckim w Łomży zaprezentowano wystawy Osóbki kurpiowskie, Adam Chętnik – znany i nieznany oraz Bursztyniarstwo – Adam Chętnik. Muzeum Przyrody w Drozdowie przygotowało wystawę Działalność sejmowa Adama Chętnika. W Muzeum Ziemi PAN odbyło się seminarium o Chętniku jako twórcy nauki o bursztynie. Łomżyńskie Towarzystwo Naukowe im. Wagów zorganizowało konferencję naukową pt. Kontynuacja badań Adama Chętnika w Polsce północno-wschodniej, a Gminny Ośrodek Kultury w Turośli konferencję pt. Działalność społeczna i naukowa Adama Chętnika. Referaty dotyczące Chętnika wygłoszono też na V Kongresie Historyków Wsi i Ruchu Ludowego na Uniwersytecie Warszawskim. Organizowano koncerty, prelekcje oraz spotkania poświęcone Adamowi Chętnikowi i kulturze kurpiowskiej. Podczas Wesela Kurpiowskiego w Kadzidle w dniach 27–28 czerwca 2015 odbył się VII Światowy Zjazd Kurpiów. Na różnych wydarzeniach promowano książki Adama Chętnika wydane w latach poprzedzających Rok Chętnika: Z nadnarwiańskich borów, Wspomnienia z okupacji, Pod Kopańskim Mostem. W maju 2016 w Publicznej Szkole Podstawowej odsłonięto tablicę poświęconą patronowi.

## Ordery i odznaczenia
- Krzyż Oficerski Orderu Odrodzenia Polski – 1966, za zasługi dla muzealnictwa regionalnego
- Krzyż Kawalerski Orderu Odrodzenia Polski – 2 maja 1923 „za zasługi na polu pracy społecznej w czasach niewoli”[37][38]
- Złoty Krzyż Zasługi
- Kustosz Pamięci Narodowej IPN (2025) - pośmiertnie[39]

## Publikacje
- Puszcza Kurpiowska, 1913
- Dla krajoznawstwa. Książeczka z rysunkami dla ludu i młodzieży, 1913
- Chata kurpiowska, 1915 (drugie wydanie: 1997)
- Junactwo, 1915
- Gry i zabawy junackie. Cz. 1, Gry w mieszkaniu, 1915 (drugie wydanie: 1921)
- Wycieczki na wsi, czyli O tem, jak młodzież i lud wiejski mają Polskę poznawać i ją kochać, 1916 (wydanie drugie: 1921)
- Wierszyki i piosenki junackie, 1916
- Dla teatrów amatorskich. 1, Przegląd 58 sztuk teatralnych, 1916
- Harce junackie w zimie. Ćwiczenia, zabawy i harce na śniegu i lodzie, 1916 (drugie wydanie: 1921, trzecie wydanie: 1929)
- Harcerstwo w junactwie, 1915 (drugie wydanie: 2015)
- Obowiązki junaków i junaczek w mieście i na wsi, 1916 (drugie wydanie: 1918)
- Młodzież wiejska i jej organizacja, 1916 (drugie wydanie: 1921)
- Wieś wzorowa. Projekty młodzieży ludowej skupiającej się przy „Drużynie”, 1917
- Złe obyczaje i przyzwyczajenia których lud wiejski w życiu codziennym strzedz sie powinien, 1918
- O junactwie, 1918
- 20 łatwych gier w piłkę ręczną, 1918
- Jak ojcowie nasi żywili Europę, 1918 (drugie wydanie: 1921)
- Z pieśni o Kurpiach, 1919
- Jak się lud budził. Przyczynek do dziejów oświaty narodowej. Wspomnienia z lat 1904–1906, 1919
- Śpiew ludowy i chóry wiejskie. Głos do młodzieży, 1921
- Zabawy dzieci warszawskich/na podwórkach warszawskich, 1921
- Stach Konwa. Bohater kurpiowski, wielki patrjota ziemi łomżyńskiej, pogromca Szwedów, Sasów i Moskali. Z okazji odsłonięcia pomnika 25 czerwca r. 1922, 1922
- Co robi Okoń na Pograniczu Prus Wschodnich, 1922
- O bursztynie i przemyśle bursztyniarskim, 1923
- Z pomocą hakatystom pruskim, 1924
- Kurpie, 1924
- Dla teatrów amatorskich. Przegląd 125 sztuk teatralnych, 1926
- Kościół i parafja w Nowogrodzie. Monografja historyczno-opisowa, 1927
- Warunki gospodarczo-kulturalne na pograniczu Kurpiowsko-Mazurskim. Rozwój stosunków osiedleńczych, lesnych, rolnych itp., opartych na przykładach i cyfrach z uwagi o tem, jak podnieść stan gospodarczy i kulturalny ludu puszczańskiego nad Narwią, 1927
- O przyszłą kulturę wsi polskiej, 1929
- Województwo białostockie. Przeszłość, zabytki, 1929
- Ostatni Kurpie. Z rozważań o kulturze i pochodzeniu Kurpiów, 1929
- Mieczysław Brzeziński. Jego życie i praca, 1930
- Z kurpiowskich borów. szkice, opowiadania, obrazki i gadki, 1930
- Krótki przewodnik po Kurpiach, 1932
- Gawęda kurpiowska, 1932
- Kalendarzyk zwyczajów i obrzędów ludu kurpiowskiego, 1934
- Muzeum w Nowogrodzie. Wspomnienia, plany, wysiłki, refleksje na 25-lecie zapoczątkowania zbiorów nowogrodzkich 1909–1934, 1934
- Jak ginie dawna kurpiowszczyzna, 1935
- Spław na Narwi: tratwy, oryle i orylka. Studjum etnograficzne, 1935
- Niech żyje szkoła Polska! Wspomnienia i obrazki z walk o język polski pod zaborem rosyjskim w r. 1905, 1935
- Pożywienie Kurpiów. Jadło i napoje zwykłe, obrzędowe i głodowe, 1936
- Dąbrówka. Kościół i parafia w pow. ostrołęckim, 1937
- Prawda o muzeum w Nowogrodzie. Organizacja muzeum w cyfrach, zestawienia rachunkowe, wykaz i wartość majątku, stosunki prawne, warunki przekazania placówki P. T. Krajoznawczemu, nieco o Stacji Naukowej, 1937
- Myszyniec. Ośrodek etnograficzny Kurpiów, 1938 (drugie wydanie: 2018)
- O puszczakach (Kurpikach). Zbiorek wierszy opisowych, historycznych i okolicznościowych, dotyczących przeszłości i życia Kurpików, 1938
- Mazurskim szlakiem. Opisy, obrazki, opowieści, gadki z pogranicza Prus Wschodnich, 1939
- Nowogród, dawny gród książęco-mazowiecki. Jego przeszłość, teraźniejszość i przyszłość, 1939
- Mazurzy pruscy na płaszczyźnie mazowieckiej. Studium etnograficzno-obyczajowe, 1948
- Przemysł i sztuka bursztyniarska nad Narwią, 1952
- Strój kurpiowski Puszczy Zielonej, 1961
- Życie puszczańskie Kurpiów, 1971
- Gadki kurpiowskie, 1971
- Z Puszczy Zielonej, 1978
- Instrumenty muzyczne na Kurpiach i Mazurach, 1983
- Jak Kurpie ze Szwedami wojowali. Gawędy, 1986
- Równianka kurpiowska, 1992
- Wspomnienia z lat okupacji, 2014
- Pod Kopańskim Mostem. Utwór wierszowany z epopei kurpiowskiej w roku 1708, 2015
- Z nadnarwiańskich borów, 2015
- Kurpiowskie jadło i obyczaje, 2017[40].